# Natacha
Natacha (* 29. Juli 1965) als Natacha von Moos, heute Natacha Utiger, ist eine schweizerische Mundartrock-Sängerin aus dem Kanton Bern.

## Leben
Natacha ist mit drei Brüdern in Burgdorf aufgewachsen und zeigte schon als Kind ein spezielles Interesse an Musik, Gedichten und dem Schreiben von Texten. Nach einem Auftritt 1991 im Schweizer Fernsehen mit ihrer ersten Band „Big Trouble with Natacha“ bekam sie ein Angebot einer Plattenfirma, auf Englisch zu singen, zog es jedoch vor, ihre eigenen Mundartsongs aufzunehmen und die Demobänder zu verschicken. Der erste Plattenvertrag folgte drei Monate später.
1992 veröffentlichte sie als erste Schweizer Künstlerin ein Mundartalbum. Das 1995 erschienene Album Stärntaler war das erste Mundartalbum in den Schweizer Albumcharts (Platz 1). Zehn weitere Alben erreichten Gold-, 4 Platinauszeichnungen.
Bis dato hat Natacha 14 Alben produziert. Ihr neustes Werk Alls Drby hat sie mit dem Produzenten Andy Wright (u. a. Simply Red) in den Abbey Road Studios in London produziert. Es erschien am 6. März 2020 und eröffnete die Big Trouble Tour 2020.
Natacha, die Schweizer "First Lady" des Mundart-Poprock entschied sich nach einem SF-TV Auftritt, ihr erstes Album in „Berndeutsch“ aufzunehmen. Mit Keini Gränze und dem Nachfolgewerk Orlando schrieb die Bernerin Schweizer Rockmusikgeschichte. Mit Stärntaler, produziert von Tony Carey, gelang ihr als erste Mundartkünstlerin den Einstieg in die Schweizer Albumcharts von 0 direkt auf Platz 1. Äusserst erfolgreiche Alben folgten: Venezia mit dem Smash Duett-Hit Banderas (Tony Carey/Rainbow), Imago mit dem Hit Sölli, Sölli nid, Natacha 2000 (Edo Zanki), Kuss mit dem Hit Sorry, Gschpüre mit Villich bis zu N° 10 mit dem Hit I fa di uf. Die veröffentlichten Alben wurden durchwegs ausgezeichnet. Songs wie Schwäfelhölzli, Niemmer Weis, Orlando, I wär so gärn, Startklar und Lily sind mittlerweile Kult. Natacha komponiert und textet ihre Songs zum grössten Teil selber. Sie ist Mutter von zwei erwachsenen Söhnen, Simon und Emanuel.

## Meilensteine
- 1995: Auszeichnung des Kantons Bern für besonders wertvolle Texte
- 1995: Natacha singt mit internationalen Künstlern gegen Rassismus in München, Berlin, Frankfurt, Dresden, Köln und Winterthur.
- 1996: Banderas: Hit-Single – Duett mit Tony Carey (erstmals in Mundart und Englisch gesungen), Album Venezia (EMI)
- 1996: Live-Konzerte mit Tony Carey am Brandenburger Tor in Berlin, in München, Frankfurt und Bonn
- 1998: Die Hit-Single sölli, sölli nid wird offizieller Song des eidgenössischen Turnfestes und wird im Hallenstadion mit Orchester aufgeführt / Album Imago (EMI Music), CH: Live-Tour.
- 2000: Natacha erhält von der deutschen Schwulen- und Lesbenszene lyla einen Preis für Orlando, Album Orlando (EMI)
- 2000: Natacha-Song im Kinofilm „Waiting for Michelangelo“ von Kurt Trunninger / CH
- 2002: Hit-Single Sorry, Album Kuss (EMI Music), CH: Live-Tour
- 2002: Natacha, Botschafterin des Kantons Bern an der EXPO in Biel
- 2002: Ehrengast bei der Beitrittsfeier der Schweiz in die UNO in NY, Mandat für die UNO für Frauenrechte
- 2002: Ambassador Adidas
- 2006: Greatest Hits, Losla (BMG)
- 2006: Natacha tritt bei Einladung der offiziellen (CH) Geburtstagsfeier von Ursula Andress (James Bond) auf der Yacht Britannia in Edinburgh, Schottland.
- 2008: sölli, sölli nid (englisch) wird die offizielle Single der englischen Frauentennis-Meisterschaft.
- 2008: nominiert für die grössten Schweizerhits mit sölli, sölli nid
- 2009: Ne resiste pas – erste französische Single (NICY Music) nur in Frankreich
- 2010: Startklar (Universal), CH: Live-Tour
- 2010: Natacha wird Botschafterin der special Olympics Switzerland
- 2012: Glücksbringer (Universal)
- 2017: Neuland (Universal)
- 2018: Botschafterin Ronald McDonald Kinderstiftung
- 2018: Immagino Che mit Robie C (7 Wo. Platz 1 Italien)
- 2018: Du oder Keini Duett mit George
- 2018/19: Mi manchi Natacha & Robie C. (2 Wo. Platz 1 Italien)
- 2020: ALLS DRBY (HENA Music), CH Live Tour

## Diskografie

### Alben
| Jahr | Titel                 | Höchstplatzierung, Gesamtwochen, AuszeichnungChartsChartplatzierungen (Jahr, Titel, Platzierungen, Wochen, Auszeichnungen, Anmerkungen) | Anmerkungen                    |
| Jahr | Titel                 | CH | Anmerkungen                    |
| ---- | --------------------- | --- | ------------------------------ |
| 1993 | Orlando               | CH12 Gold · (29 Wo.)CH |                                |
| 1995 | Stärntaler            | CH1 Gold · (16 Wo.)CH |                                |
| 1996 | Venezia               | CH12 (10 Wo.)CH |                                |
| 1998 | Imago                 | CH3 Gold · (14 Wo.)CH |                                |
| 2000 | Natacha 2000          | CH8 (11 Wo.)CH |                                |
| 2002 | Kuss                  | CH15 (9 Wo.)CH |                                |
| 2004 | Gschpüre              | CH12 (9 Wo.)CH |                                |
| 2006 | Greatest Hits – Losla | CH22 (5 Wo.)CH |                                |
| 2006 | N° 10                 | CH9 (8 Wo.)CH |                                |
| 2010 | Startklar             | CH9 (5 Wo.)CH |                                |
| 2012 | Glücksbringer         | CH34 (3 Wo.)CH |                                |
| 2017 | Neuland               | CH24 (3 Wo.)CH |                                |
| 2020 | Alls drby             | CH16 (3 Wo.)CH | New Entry Top 100 Album Charts |

Weitere Alben
- 1992: Natacha – Keini Gränze
- 1995: Adväntgschichtli (Zytglogge 4457, keine Musik-CD)
- 2009: Ne resiste pas (NICY Music, nur in Frankreich)

### Singles
| Jahr | Titel Album               | Höchstplatzierung, Gesamtwochen, AuszeichnungChartsChartplatzierungen (Jahr, Titel, Album, Platzierungen, Wochen, Auszeichnungen, Anmerkungen) | Anmerkungen |
| Jahr | Titel Album               | CH | Anmerkungen |
| ---- | ------------------------- | --- | ----------- |
| 2000 | I wär so gärn Natacha ’00 | CH36 (4 Wo.)CH |             |
| 2002 | Sorry Kuss                | CH27 (15 Wo.)CH |             |
| 2004 | Summernacht Gschpüre      | CH41 (14 Wo.)CH |             |